# Agave angustifolia
Az Agave angustifolia az egyszikűek (Liliopsida) osztályának spárgavirágúak (Asparagales) rendjébe, ezen belül a spárgafélék (Asparagaceae) családjába tartozó faj.

## Előfordulása
Az Agave angustifolia eredeti előfordulási területe Észak-Amerika legdélebbi részei és az egész Közép-Amerika. Természetes állapotban a következő országokban található meg: Belize, Costa Rica, Salvador, Guatemala, Honduras, Mexikó, Nicaragua és Panama.
Szívós dísznövényként számos helyre betelepítették; ilyen helyek a Karib-térség, Ecuador, Afrika déli részei, India és környéke, valamint Ausztrália északkeleti térségei.

## Változatai
- Agave angustifolia var. angustifolia Haw.
- Agave angustifolia var. deweyana (Trel.) Gentry
- Agave angustifolia var. letonae (F.W.Taylor ex Trel.) Gentry
- Agave angustifolia var. rubescens (Salm-Dyck) Gentry
- Agave angustifolia var. sargentii Trel.

## Felhasználása
A bacanora nevű, Mexikó Sonora államában készülő italt ebből a növényből nyerik erjesztéssel, majd lepárlással.

## Képek

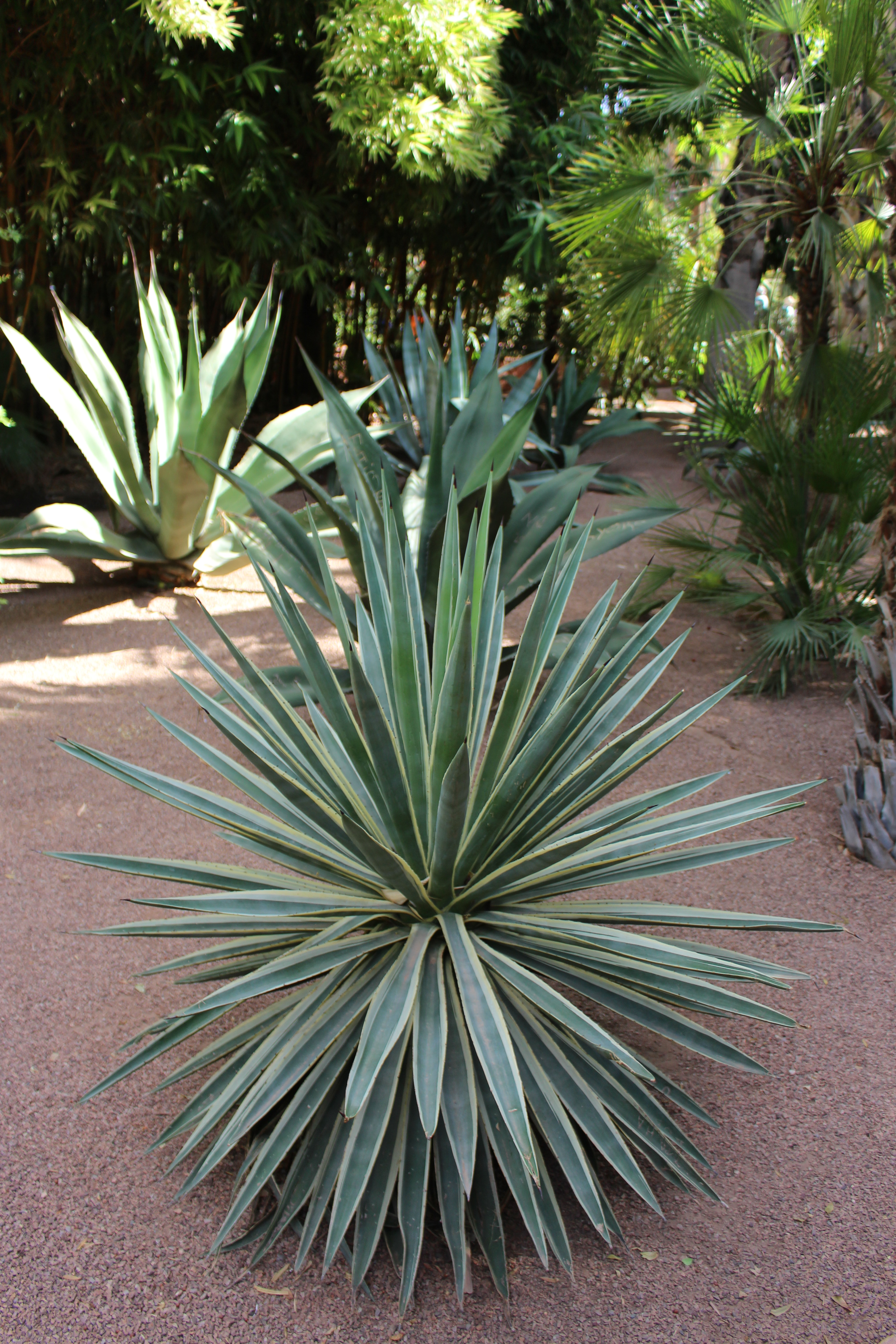
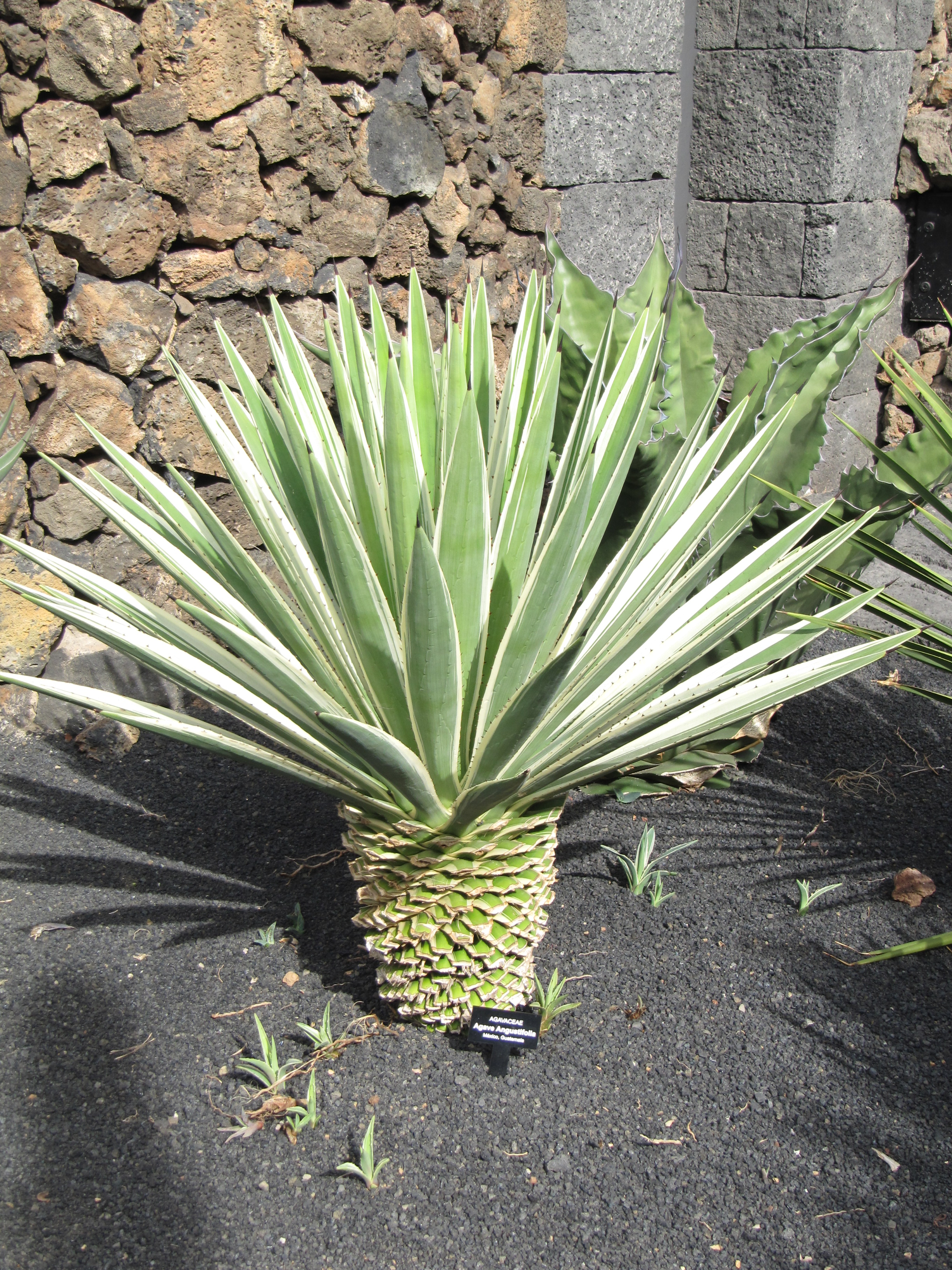
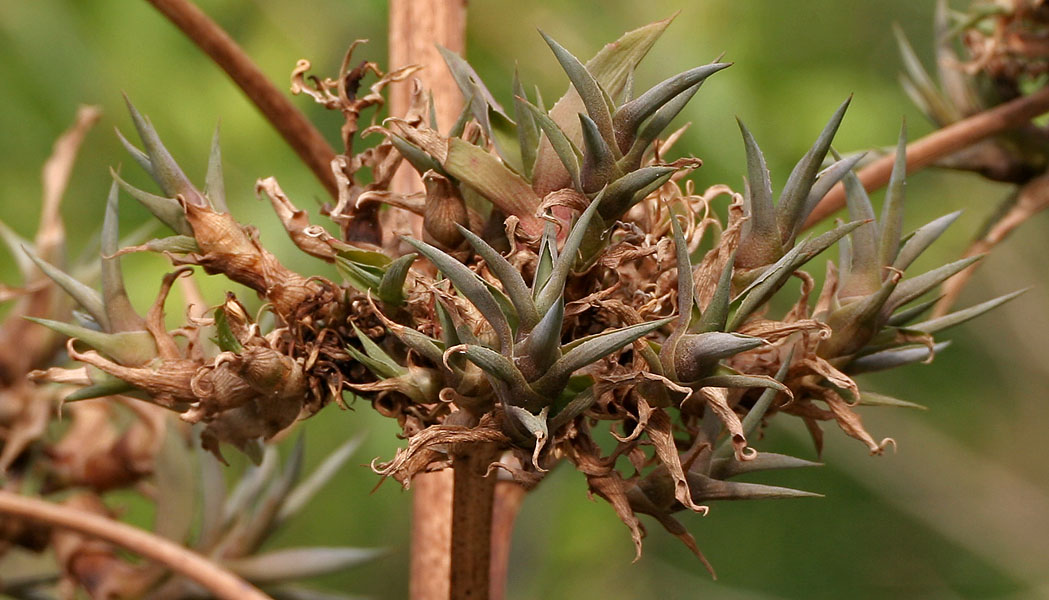
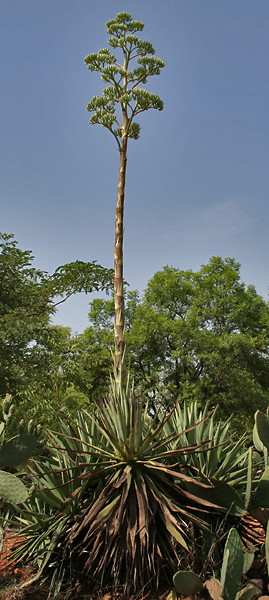
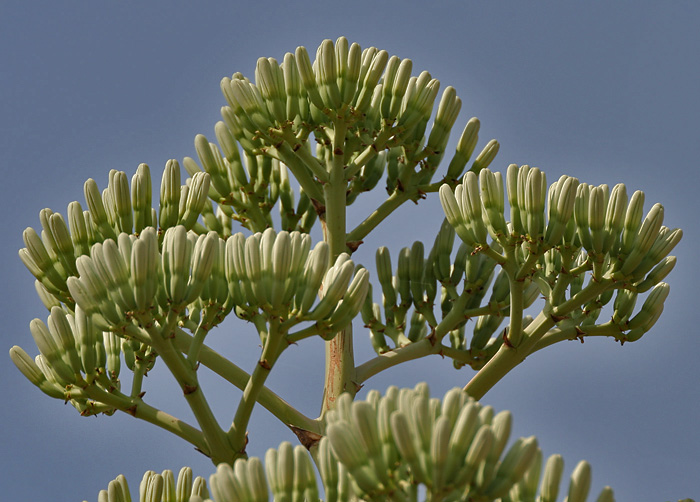